# Belinda (namn)

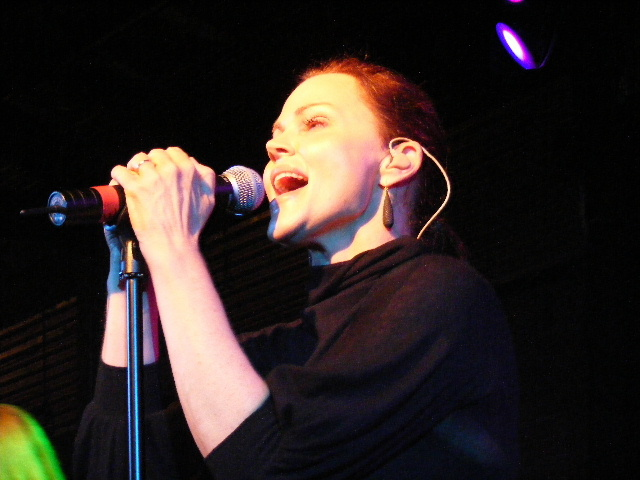
Belinda Carlisle

Belinda är ett forntyskt kvinnonamn, ursprungligen Bethlindis, som är bildat av ordet lind som betyder vek, späd. Namnet har funnits i Sverige sedan mitten av 1800-talet.
Den 31 december 2014 fanns det totalt 992 kvinnor folkbokförda i Sverige med namnet Belinda, varav 616 bar det som tilltalsnamn.
Namnsdag: saknas i Sverige (1986-1992: 9 juni). I den finlandssvenska namnsdagslängden har Belinda namnsdag 15 april sedan 2015.

## Personer med namnet Belinda
- Belinda Bauer, brittisk författare
- Belinda Carlisle, amerikansk sångerska
- Belinda Olsson, svensk journalist, författare och programledare